# Craig T. Nelson
Craig Theodore Nelson, nascido Craig Richard Nelson (Spokane, 4 de abril de 1944) é um ator norte-americano, mais conhecido por seu papel como Hayden Fox na série Coach pelo qual venceu um Emmy, Deputado Ward Wilson na comédia Stir Crazy (br: Loucos De Dar Nó) de 1980, Steve Freeling no terror Poltergeist (br: Poltergeist - O Fenômeno) de 1982, além de emprestar sua voz ao personagem Sr. Incrível em The Incredibles (br: Os Incríveis) de 2004 e The Incredibles 2 (br: Os Incríveis 2) de 2018.

## Biografia
Nelson nasceu em Spokane, Washington, D.C., filho de Vera Margaret Splinder, uma dançarina, e Gilbert Armand Nelson, um empresário que já foi baterista de Bing Crosby no colégio. Nelson é faixa marrom em karate e graduou-se na Universidade do Arizona e Central Washington University.

## Carreira
Ele já apareceu em inúmeros filmes (principalmente em Poltergeist) e teve papéis memoráveis na televisão (Coach, Call to Glory, The District, My Name Is Earl e Parenthood). A série Coach foi exibida de 1989 a 1997, estrelando Nelson como o técnico de futebol americano Hayden Fox.
Em 2004, emprestou sua voz ao personagem Sr. Incrível em The Incredibles (br: Os Incríveis).
No início da década de 1990, fez uma participação no videoclipe da música "We Shall Be Free" de Garth Brooks.
Nelson também fez uma participação em três episódios de CSI: NY como "inimigo" de Mac Taylor.
Seus filmes mais recentes são The Proposal como o pai de Ryan Reynolds e The Company Men como um ganancioso CEO.
Atualmente atua na série Parenthood como Zeek Braverman, o patriarca da família.

## Vida pessoal
Nelson é fã de automobilismo e aviões.
Craig também é entusiasta de golfe e é membro do Sherwood Country Club, em Thousand Oaks, na Califórnia.
Seu filho, Noah, foi casado com a atriz Ashley Jones entre 2003 e 2009.[carece de fontes?]

## Filmografia
- The Return of Count Yorga (1971)
- Flesh Gordon (1974)
- ...And Justice for All (1979)
- Stir Crazy (1980)
- Where the Buffalo Roam (1980)
- Private Benjamin (1980)
- Poltergeist (1982)
- Silkwood (1983)
- A Chance (1983)
- The Osterman Weekend (1983)
- Call to Glory (1984)
- The Killing Fields (1984)

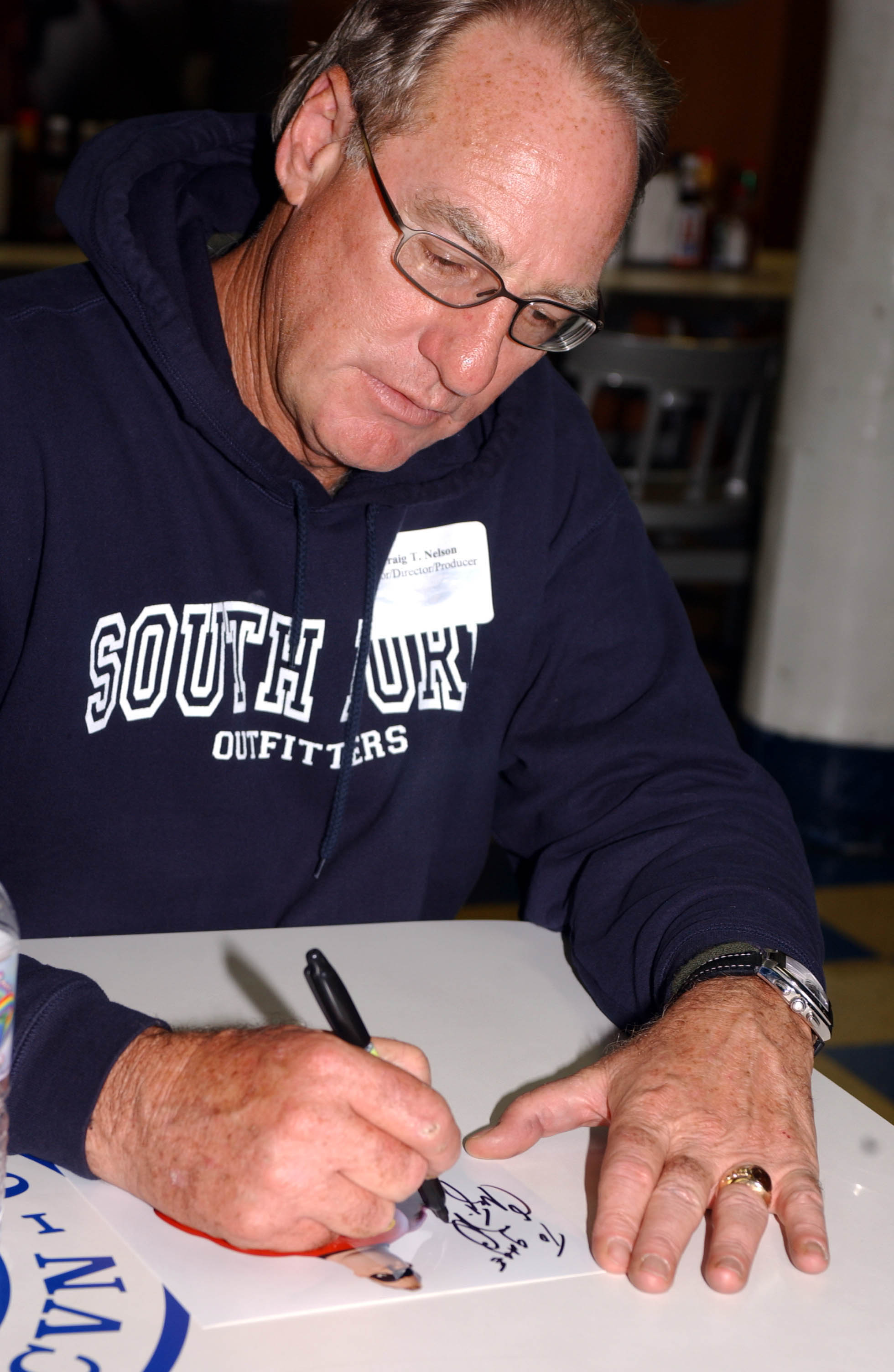
Nelson assinando autógrafos para o filme The Incredibles em 2004.

- Poltergeist II: The Other Side (1986)
- Red Riding Hood (1988)
- Action Jackson (1988)
- Born on the Fourth of July (1989)
- Coach (TV) (1989–1997)
- Turner & Hooch (1989)
- Troop Beverly Hills (1989)
- Fire Next Time (1993)
- Ghosts of Mississippi (1996)
- I'm Not Rappaport (1996)
- The Devil's Advocate (1997)
- Wag The Dog (1997)
- Family Guy (1999)
- The Skulls (2000)
- Dirty Pictures (2000)
- The District (TV) (2000–2004)
- The Incredibles (2004)
- The Family Stone (2005)
- Blades of Glory (2007)
- My Name is Earl (TV) (2007)
- The Proposal (2009)
- CSI: NY (TV) (2008–2009)
- Monk (TV) (2009)
- Parenthood (TV) (2010)
- The Company Men (2010)
- Soul Surfer (2011)
- The Incredibles 2 (2018)
- Book Club (2018)